# Paul Mockapetris
Paul V. Mockapetris (Boston, Massachusetts, EUA, 1948) és un enginyer informàtic estatunidenc i pioner d'Internet. Juntament amb Jon Postel, és l'inventor del sistema de noms de domini (Domain Name System, DNS per les seves sigles en anglès) d'Internet.

## Educació
Mockapetris es graduà en Física i Enginyeria Elèctrica al Massachusetts Institute of Technology (1971) i va rebre el seu doctorat en ciències de la computació i la informació a la Universitat de Califòrnia d'Irvine (1982).

## Carrera
En 1983 va proposar una nova arquitectura per a un sistema de noms de domini en les RFC 882 i RFC 883. Copsà el problema de la incipient Internet (llavors encara ARPAnet) d'un sol fitxer HOSTS.TXT en un sol ordinador central que mantingué totes les equivalències entre les adreces IP i els noms de domini, i en el seu lloc proposà una base de dades de noms de domini distribuïda: bàsicament el DNS que encara funciona avui.
Mockapetris és membre de l'Institute of Electrical and Electronics Engineers (IEEE) i l'Association for Computing Machinery (ACM). Entre d'altres, Mockapetris també s'uní a l'Information Sciences Institute (ISI) de la (USC) el 1978, on desenvolupà el primer servidor de correu amb SMTP, serví com a director de la divisió de computació d'altes prestacions i comunicacions i proposà l'arquitectura DNS el 1983. El mateix any també programà la primera implementació del DNS (anomenada "Jeeves") per a un TOPS-20.
Va ser responsable del programa de xarxes d'ordinadors a l'Agència d'Investigacions de Projectes Avançats de Defensa, en anglès Advanced Research Projects Agency (DARPA), del Departament de Defensa del govern dels Estats Units de 1990 a 1993. Serví com a president del Grup de treball de recerca de l'U.S. Federal Networking Council, i també serví com a president de l'Internet Engineering Task Force (IETF) del 1994 al 1996. Des de 1994 fins al 1995 fou un dels membres de l'Internet Architecture Board (IAB).
Mockapetris ha treballat en diferents emprees de l'àmbit d'Internet: empleat número 2 a @Home (1995 – 1997), Software.com (1997 – 1998) (avui, OpenWave), Fiberlane (avui, Cisco), Cerent/Siara (avui, Redback Networks) (1998 – 1999), Urban Media (1999 – 2001) i NU Domain (des de 1999). També és Cap de recerca (Chief Scientist) i President (Chairman of the Board) de l'empesa subministradora de programari per a infraestructura d'adresses IP Nominum (1999 fins avui en dia).

## Premis i reconeixements
- 1997 - John C. Dvorak Telecommunications Excellence Award "Personal Achievement - Network Engineering" pel disseny del DNS i la seva implementació;[3]
- 2002 - Distinguished Alumnus award de la Universitat de Califòrnia d'Irvine[4]
- 2003 - IEEE Internet Award per a les seves contribucions al DNS[5]
- 2005 - ACM SIGCOMM Award per la seva contribució destacada i recurrent en el camp de les xarxes d'ordinadors en reconeixement del seu treball fundacional en dissenyar, desenvolupar i desplegar el Sistema de Noms de Domini, i el seu sostingut lideratge en el desenvolupament de l'arquitectura d'Internet[6]
- 2012 - Inclòs per la Internet Society a l'Internet Hall of Fame com a «innovador»[7]

## Documents RFC
- RFC 1035 - Domain Names - Implementation and Specification, novembre de 1987
- RFC 1034 - Domain Names - Concepts and Facilities, novembre de 1987
- RFC 973 - Domain System Changes and Observations, gener de 1986 (obsoleta per la 1034 i 1035)
- RFC 883 - Domain Names - Implementation and Specification, novembre de 1983 (actualitzada per la 973 i obsoleta per la 1034 i 1035)
- RFC 882 - Domain Names - Concepts and Facilities, novembre de 1983 (actualitzada per 973 i obsoleta per 1034 i 1035)